# Бушуев, Михаил Николаевич
Михаил Николаевич Бушу́ев (26 июля [7 августа] 1899 — 5 апреля 1976, Ленинград) — советский специалист в области технологии производства энергооборудования.

## Биография

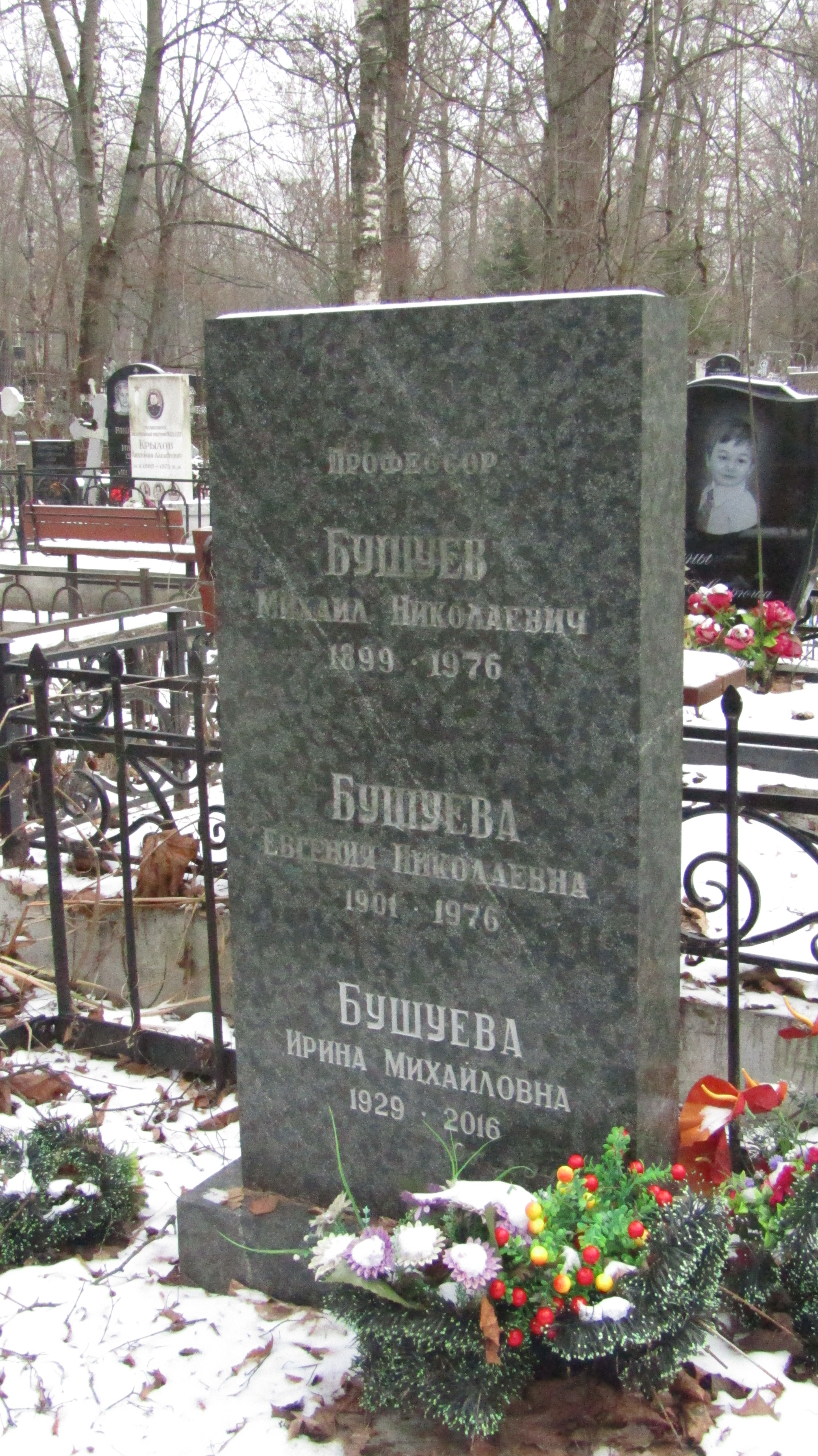
Могила Бушуева М. Н. Большеохтинское кладбище, Санкт-Петербург.

В 1920 году поступил на металлургический факультет Петроградского политехнического института. Окончил ЛПИ в 1926 г. В 1924—1956 годах работал на ЛМЗ имени И. В. Сталина конструктором, зам. нач. КБ паровых турбин, зам. главного инженера (1943—1944), главным инженером (1944—1956). В 1936—1939 годах был в командировке в Швейцарии, Германии и Италии.
Во время войны в эвакуации руководил разработкой проектов паровых турбин на высокие параметры пара. В послевоенные годы организовал серийное производство энергооборудования, что позволило перевооружить и модернизировать советскую энергетику.
Профессор. Преподавал и вёл научную работу в ЛПИ имени М. И. Калинина (с 1956), во ВТУЗе при ЛМЗ имени И. В. Сталина (1930—1936), в Ленинградском институте машиностроения на кафедре «Турбиностроение и средства автоматики».
Был главным редактором журнала «Энергомашиностроение».
Автор книги: Технология производства турбин [Текст] : научное издание / М. Н. Бушуев. — Москва ; Ленинград : Машиностроение, 1966. — 416 с. : ил., 2 вкл. л.

## Награды и премии
- Сталинская премия третьей степени (1948) — за разработку конструкции и технологии производства паровой турбины высокого давления мощностью 100 тыс. кВт при 3 000 об/мин
- орден Трудового Красного Знамени.
- медали